# Miltenberg (stad)
Miltenberg is een plaats in de Duitse deelstaat Beieren. Het is de kreisstadt van de landkreis Miltenberg. De stad telt 9.288 inwoners op een oppervlakte van 60,18 km².

## Galerij

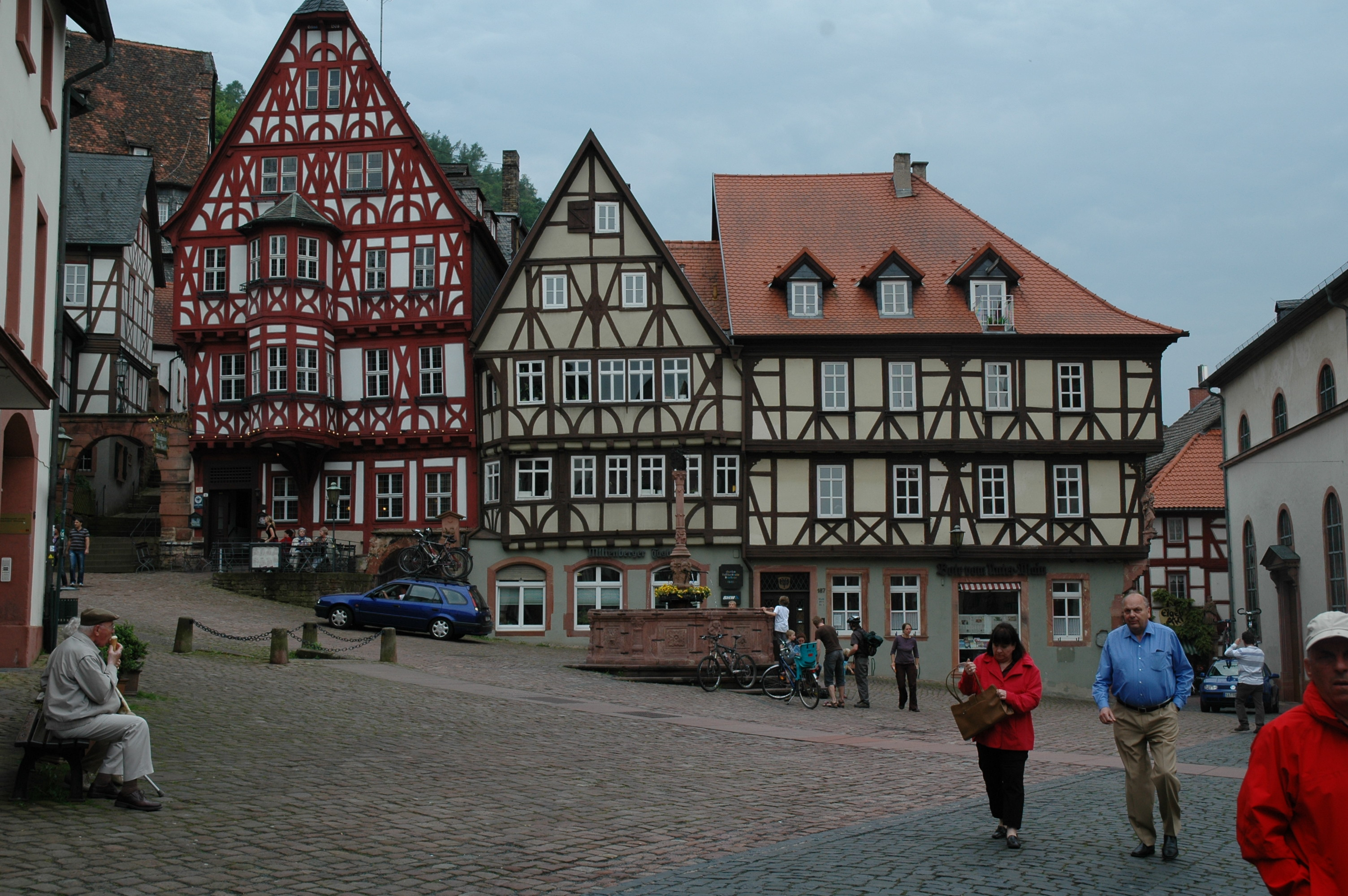
Centrale marktplaats in Miltenberg
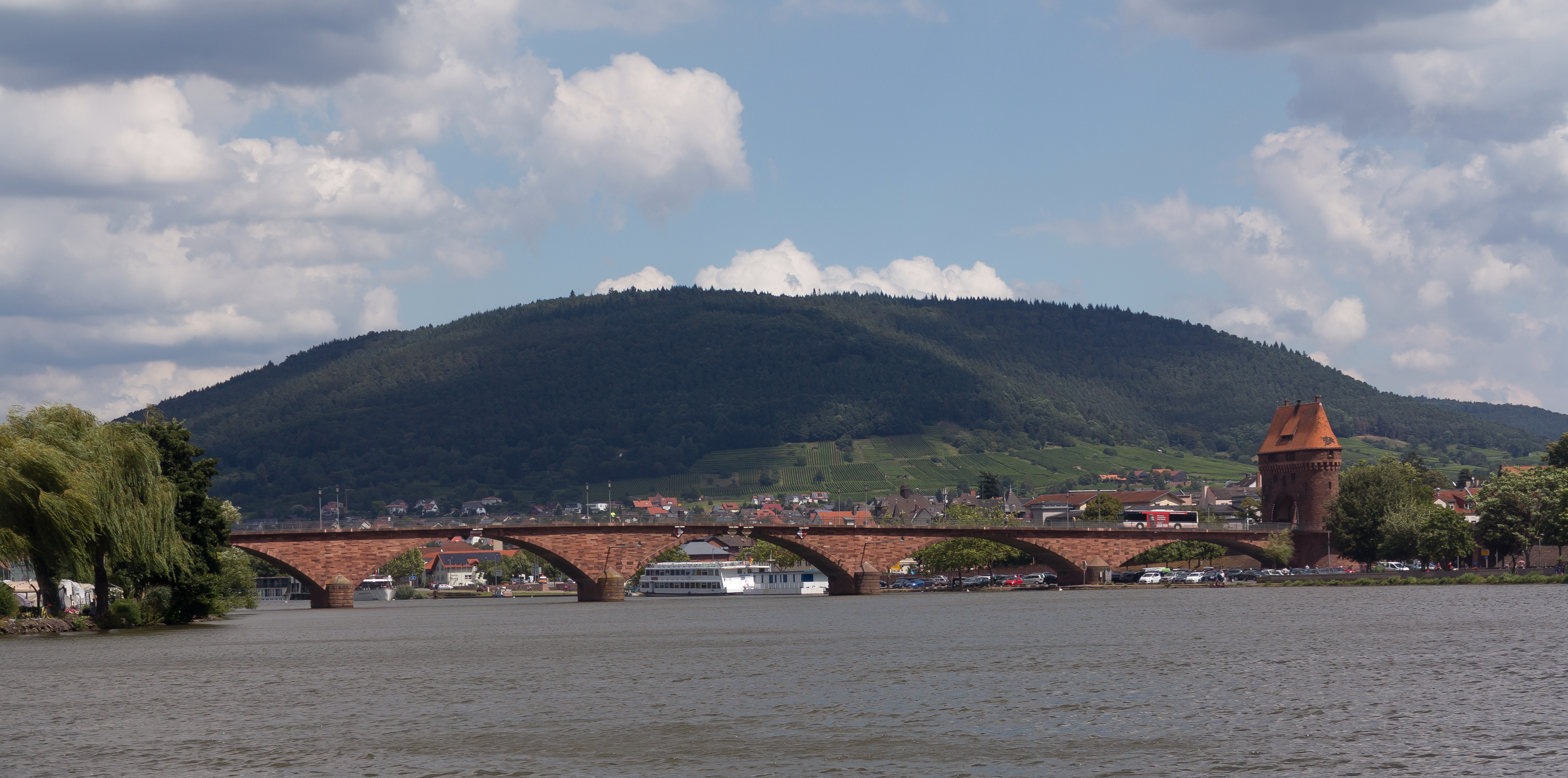
Mainbrücke
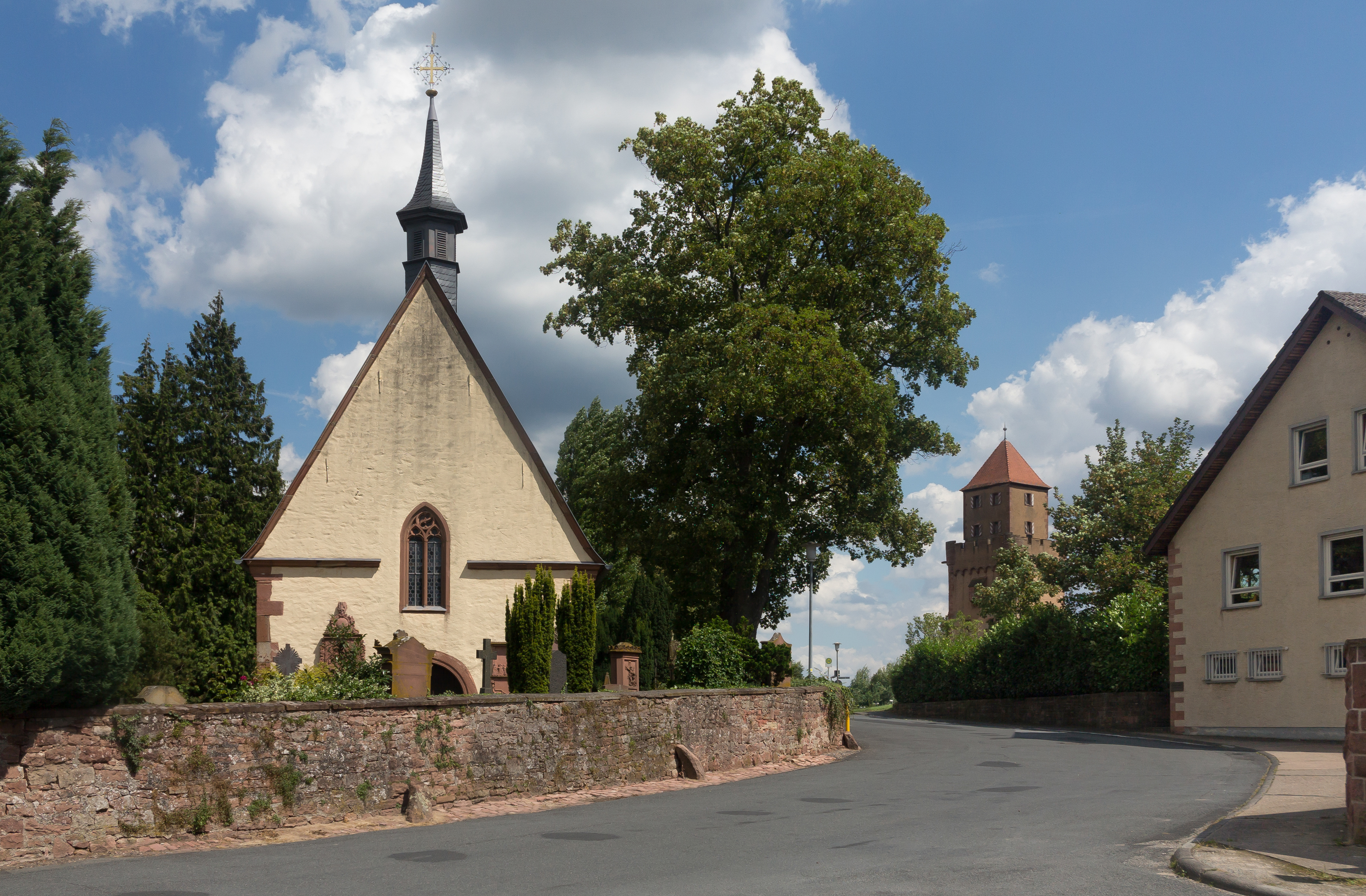
Friedhofskapelle Sankt Laurentius

## Geboren in Miltenberg
- Joseph Martin Kraus

Altenbuch ·
Amorbach ·
Bürgstadt ·
Collenberg ·
Dorfprozelten ·
Eichenbühl ·
Elsenfeld ·
Erlenbach a.Main ·
Eschau ·
Faulbach ·
Großheubach ·
Großwallstadt ·
Hausen ·
Kirchzell ·
Kleinheubach ·
Kleinwallstadt ·
Klingenberg a.Main ·
Laudenbach ·
Leidersbach ·
Miltenberg ·
Mömlingen ·
Mönchberg ·
Neunkirchen ·
Niedernberg ·
Obernburg a.Main ·
Röllbach ·
Rüdenau ·
Schneeberg ·
Stadtprozelten ·
Sulzbach a.Main ·
Weilbach ·
Wörth a.Main